# Meñique de la mano
El (dedo) meñique de la mano (también menique, aunque de poco uso actualmente) es el dedo normalmente más pequeño de la mano humana, opuesto al pulgar y próximo al anular. Científicamente, se conoce como «meñique de la mano» o «quinto dedo [V] de la mano», y está clasificado en la Terminología Anatómica Internacional de 1996 con el código A01.2.07.031 bajo el nombre latino de digitus minimus manus dentro del apartado digiti manus (‘dedos de la mano’). También se conoce en latín como digitus quintus [V] manus. Sin el dedo meñique la mano perdería el 50% de su fuerza, algo que podría llegar a afectar el brazo e incluso hacer que la musculatura humana sea mucho más débil. El principal factor de su importancia a la hora de mantener firme la musculatura de la mano, es porque está situado a uno de los laterales de la propia mano, es decir que una considerable parte de esta misma se vería muy gravemente afectada a la hora de continuar funcionando sin el dedo meñique. 

## Significado cultural

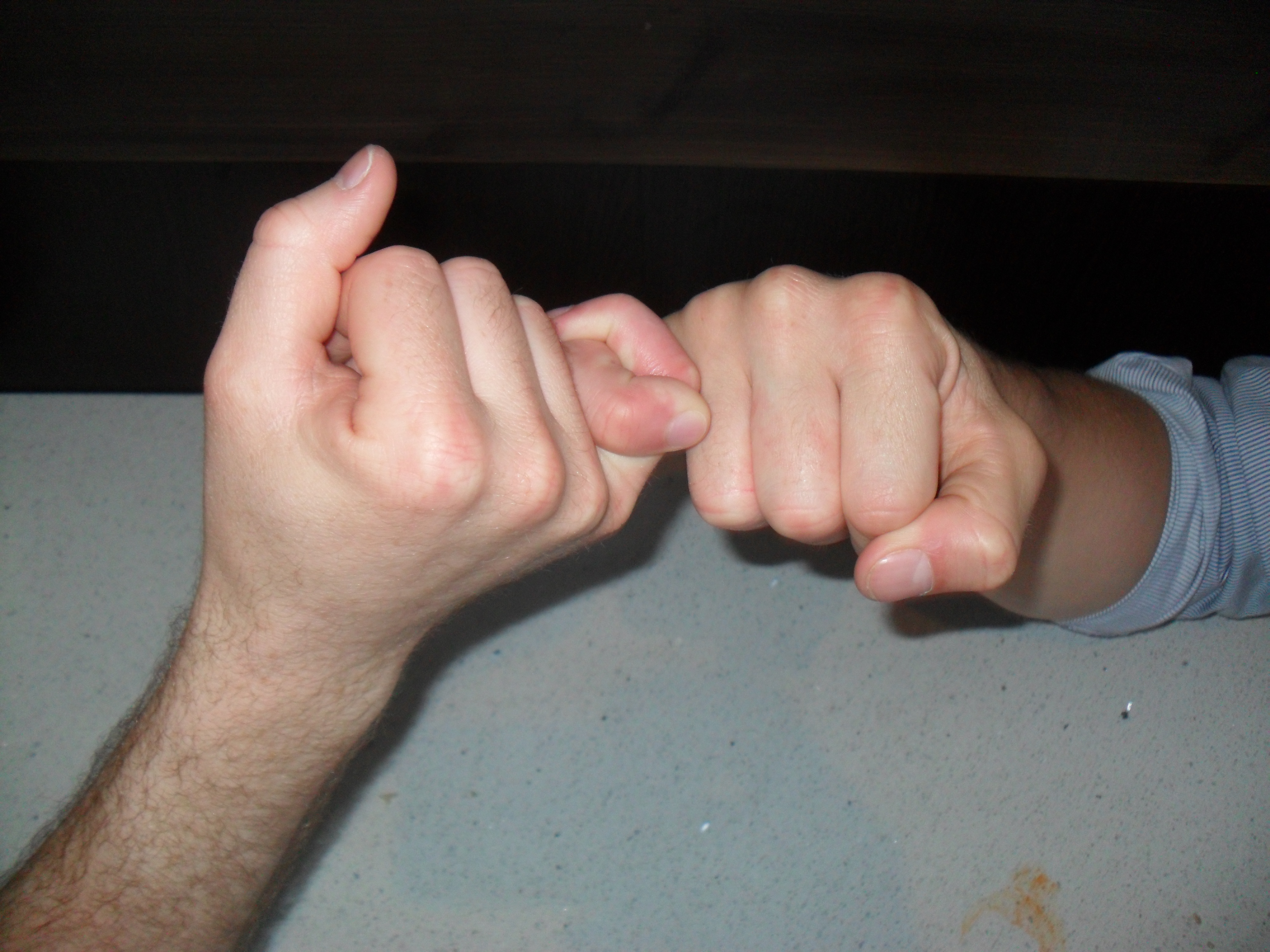
Juramento de meñiques

En ciertas culturas se vinculan los dedos meñiques de dos personas que realizan una promesa. Tradicionalmente, se consideraba a la promesa como vinculante, y la idea original era que la persona que rompía la promesa debía cortarse el dedo meñique.
De una manera similar, entre los miembros de la yakuza japonesa (gánsteres), el castigo por ciertas ofensas es cortar parte de las falanges del dedo meñique (conocido como yubitsume).
En Japón, tener levantado el dedo meñique al hablar sobre dos personas significa que ellas están vinculadas sentimentalmente. Este gesto es considerado anticuado y vulgar, sin embargo en ciertas escenas anime se lo usa intencionalmente.
En China, se considera vulgar el levantar y enseñar el dedo meñique a otra persona de la misma manera que en la cultura occidental se juzga como vulgar o agresivo mostrar el dedo medio.
En Norteamérica, llevar un anillo en el dedo meñique posee un significado simbólico. El dedo meñique es el dedo de las relaciones, y por lo tanto llevar un anillo en él es indicación de que uno es abierto y cariñoso.
En India, levantar el dedo meñique es una señal de katti o amistad rota, un signo de que alguien está enojado, o una sugerencia en tono de broma de que la persona que le muestra el meñique a otra no quiere hablar con ella.
En Indonesia, cuando un hombre señala hacia abajo con su dedo meñique, quiere expresar que necesita orinar.
En Turquía, tradicionalmente, cuando dos personas acuerdan una apuesta cruzan mutuamente sus dedos meñiques.
En el judaísmo es tradición alzar un brazo y su dedo meñique ante la Torá mientras se lee en la sinagoga.
El Anillo de Hierro es un anillo tradicional canadiense portado por ingenieros en el dedo meñique. Es un emblema de orgullo y honor llevado siempre en el dedo meñique de la mano dominante. Un ritual similar se gesta en los Estados Unidos con el nombre de Order of the Engineer.
En los Balcanes, si un hombre se ha dejado crecer la uña del dedo meñique, significa que está soltero.
Los miembros de la hermandad de mujeres Alpha Kappa Alpha mantienen su dedo meñique en el aire como saludo (griego) a sus hermanas.
En Rusia, cuando dos personas se dan un beso francés, es habitual que entrelacen sus respectivos dedos meñiques.
Una tradición ya anticuada, cuyo origen está en la clase alta de Reino Unido, es que deba levantarse el dedo meñique mientras se bebe una taza de café o té (o se sostiene algo con las manos), siendo un acto social muy común que hoy se considera cursi. Hay guías de etiqueta que desaprueban esta costumbre como una señal de snobismo por parte de gente con menos clase.